# Periaptodes
Periaptodes es un género de escarabajos longicornios de la tribu Lamiini.

## Especies
- Periaptodes frater Van der Poll, 1887
- Periaptodes lictor Pascoe, 1866
- Periaptodes olivieri Thomson, 1864
- Periaptodes paratestator Breuning, 1980
- Periaptodes potemnoides Kriesche, 1936 inq.
- Periaptodes testator Pascoe, 1866